# 周慧婷
周慧婷（1966年2月10日—），是台灣的資深新聞主播，輔仁大學社會學系畢業，美國德州大學奧斯汀分校廣電研究所畢業，曾先後擔任中國電視公司、超級電視台及三立電視新聞部主播，於2007年5月14日請辭。也曾擔任中廣流行網《愛的練習曲》主持人。其夫為前中華民國國安會秘書長、中國國民黨籍的資深政治幕僚金溥聰。

## 經歷
1988年9月起擔任中視兒童節目《兒童天地》主持人，後於1990年辭職赴美國進修。
1994年進入中視新聞部，擔任中視氣象台主播。1995年，黃晴雯與新婚夫婿赴美度假發生車禍，周慧婷代班《中視夜線新聞》主播（與王育誠搭檔）。

## 爭議
1997年11月18日，白曉燕命案三主嫌之一陳進興闖入南非駐中華民國大使武官卓懋祺家中，挾持卓懋祺一家五口。18日晚間起，國內媒體爭相與陳進興電話連線，當晚主播與電視台的脫序行為引起社會嘩然。（參見臺灣媒體亂象）

## 著作
| 年份   | 書名                                            | 出版社   | ISBN               |
| 2002年 | 《好孕自然來：婷主播的懷孕壓箱寶》              | 時報文化 | ISBN 9571335657    |
| 2010年 | 《120天，給孩子一生的養分：一趟愛與發現的旅程》 | 天下文化 | ISBN 9789862165973 |